# Daniel Notter
Daniel Notter (* 1972) ist ein Schweizer Politiker (SVP). Er gehört seit Mai 2019 dem Grossen Rat des Kantons Aargau an. 
Notter ist Mitglied verschiedener Verwaltungsräte und arbeitet im Bereich Stellen- und Personalvermittlung. In seiner Wohngemeinde Wettingen ist Notter Mitglied des Einwohnerrats und der Finanzkommission. Durch den Rücktritt von Daniel Frautschi am 7. Mai 2019 rückte Notter in den Grossen Rat nach und wurde am 14. Mai in Pflicht genommen.